# تئودریک چهارم

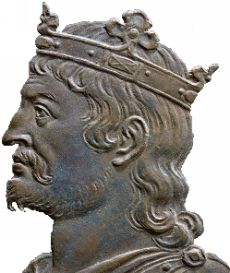
چهره تئودریک چهارم بر یک نشان برنزی

تئودریک چهارم از سال ۷۲۱ تا زمان مرگش در سال ۷۳۷ پادشاه فرانک‌ها از دودمان مروونژی بود. او پسر شاه داگوبرت سوم بود.
در روزگار پادشاهی او کشور به دست شهردار کاخها شارل مارتل گردانده می‌شد و خود شاه دستی بر فرمانروایی نداشت. پس از مرگش تخت پادشاهی فرانکها تا هفت سال بی شاه ماند ولی سرانجام شیلدریک سوم واپسین شاه مروونژی به جانشینی او رسید.